# Nigredo

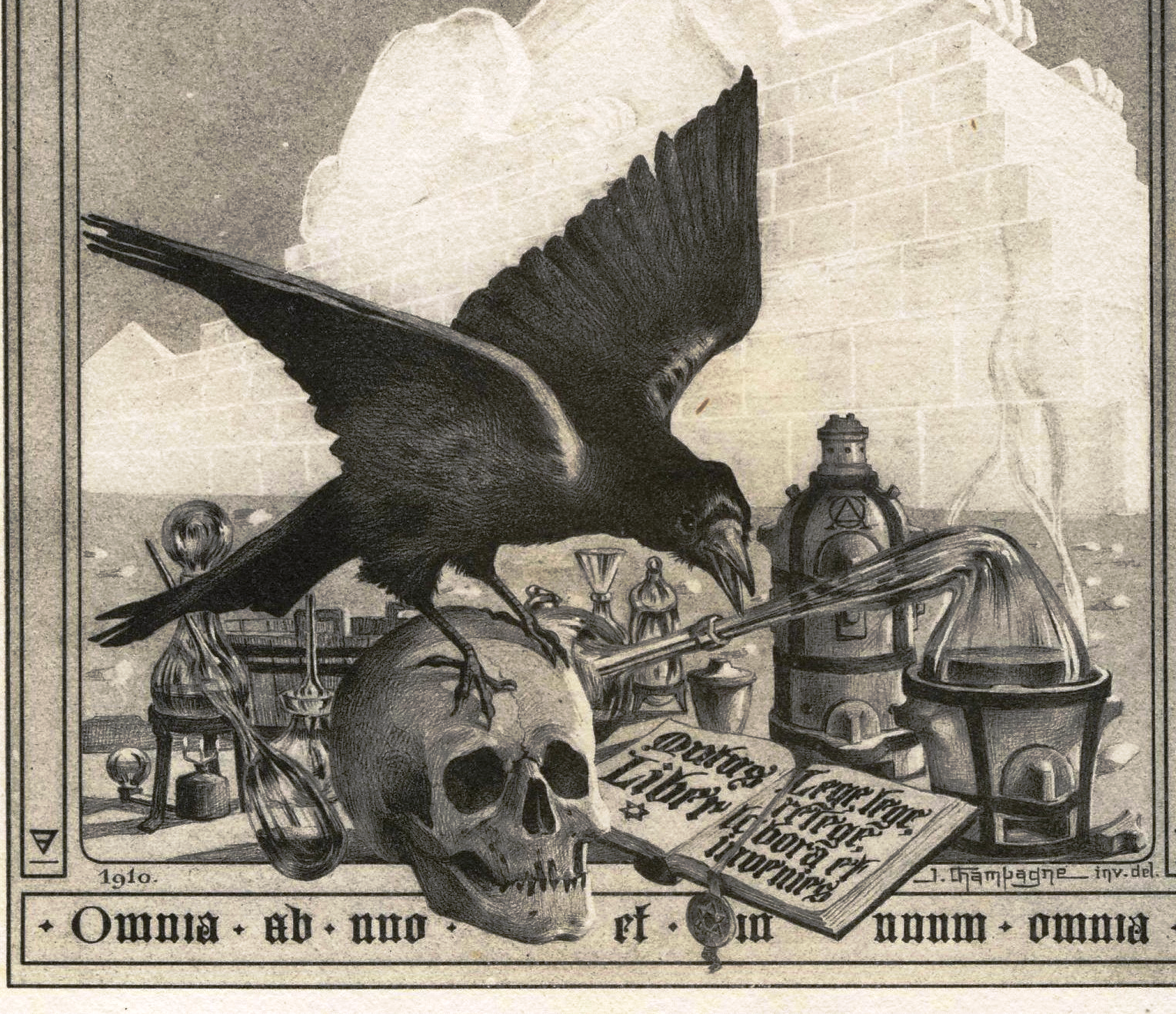
Il corvo e il teschio, simboli della Nigredo

In alchimia, la nigredo (termine latino che significa colore nero o nerezza) è la fase al Nero della Grande Opera, cioè il passo iniziale nel percorso di creazione della pietra filosofale, quello della putrefazione e della decomposizione. È il primo momento, il più cruciale, simboleggiato da un corvo nero, in cui occorre "far morire" tutti gli ingredienti alchemici, macerandoli e cuocendoli a lungo in una massa uniforme nera.

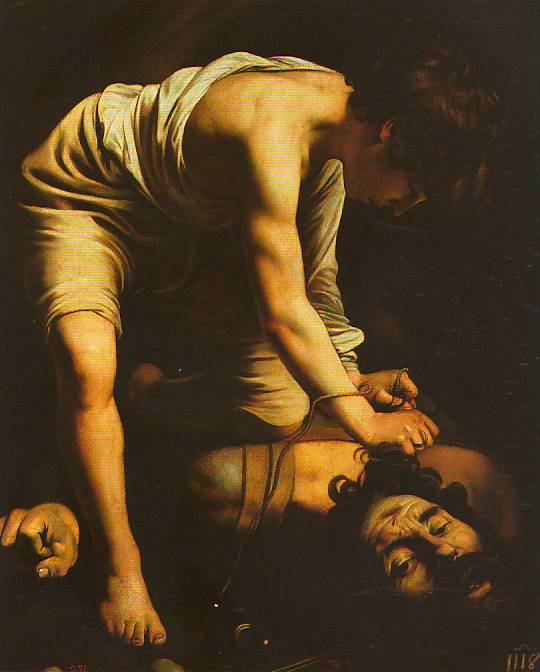
Davide e Golia (1597) di Caravaggio, autore di numerose opere intrise di riferimenti alle tre iniziazioni alchemiche, di cui la prima simbolizza la morte dell'ego.

Il nero contiene inoltre un rimando all'etimologia stessa del termine Alchimia, in quanto antica scienza sacerdotale egizia, di cui uno dei significati è «terra nera» (al-kimiya) come quella inondata dal Nilo.

## Caratteristiche

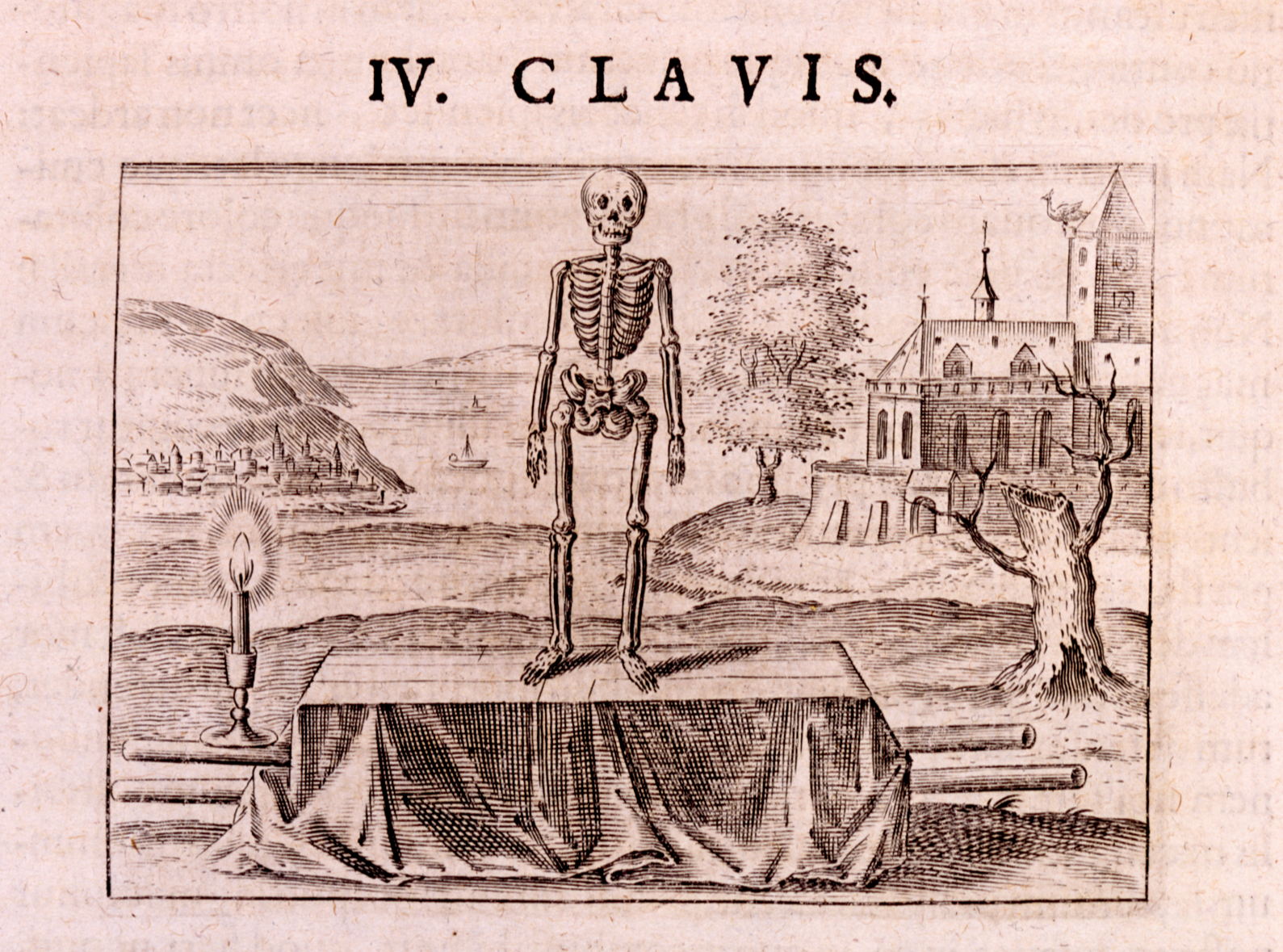
Immagine della nigredo in forma di scheletro, in piedi sulla sua bara, raffigurato nella "quarta chiave" del Musaeum Hermeticum di Basilio Valentino (1678)

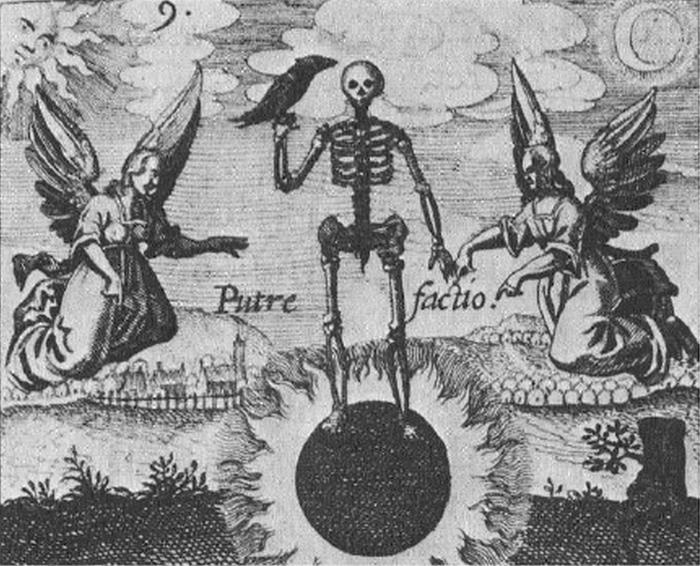
Uno scheletro sopra un sole nero (sol niger), che allude alla putrefazione della nigredo, è tra i disegni di Philosophia Reformata di Johann Daniel Mylius (1622)

La nigredo rappresenta la fase in cui la materia deve essere decomposta, affinché ritorni al suo stadio primitivo, cioè alla condizione del caos originario da cui ha avuto origine tutta la creazione: dapprima occorre infatti distruggere gli elementi, perché si possano ricomporre successivamente in una sintesi superiore. Solve et coagula era appunto il motto degli alchimisti, indicante le operazioni da compiere, di cui lo scioglimento e la decomposizione costituisce necessariamente il primo passaggio ineludibile. La solutio o liquefazione consentiva infatti di ridurre la materia alla sua essenza indifferenziata, che era identificata con il mercurio filosofico, ma si poteva operare anche tramite separazione, cioè suddivisione nei suoi componenti, o calcinazione, ossia riduzione in cenere sul fuoco.
A livello macrocosmico la nigredo è governata da Saturno, pianeta della pesantezza e della gravità associato ai colori scuri e tenebrosi, e tra i metalli al piombo. Nell'alchimia cristiana consiste nel sacrificio di Cristo sulla croce, il cui Corpo viene distrutto e il suo Sangue disperso; in particolare il «Golgota», che significa propriamente «luogo del teschio», diventò un'immagine ricorrente per descrivere la nigredo alchemica.
Nella Divina Commedia, la fase della nigredo corrisponde al passaggio di Dante e Virgilio attraverso l'Inferno. 
Nella teoria umorale è collegata alla malinconia, quindi alla bile nera, fra le quattro stagioni all'inverno, fra le età della vita alla vecchiaia.
Nel rito di ingresso iniziatico della massoneria, è tradizione rinchiudere il profano in un Gabinetto di Riflessione dove viene lasciato solo in compagnia di un teschio, in analogia all'operazione alchemica della nigredo.

### Analogie psicologiche
Nell'ambito della psicologia analitica elaborata da Jung, il termine è diventato una metafora per indicare la notte oscura dell'anima, quando un individuo è condotto a confrontarsi con l'Ombra dentro di sé.
La dolorosa, crescente consapevolezza del soggetto dei suoi aspetti in ombra, generalmente descritta come un momento di massima disperazione, è per Jung un prerequisito per lo sviluppo personale nel percorso di individuazione. Il confronto con l'Ombra genera dapprima una stasi, una disillusione, una battuta d'arresto che frena l'azione e mostra l'inefficacia delle proprie convinzioni. Solo in seguito avviene quella che in filosofia si chiama enantiodromia, cioè il rovesciamento nell'opposto: la nigredo cede il passo all'albedo, la discesa sempre più profonda nell'inconscio si tramuta improvvisamente in un'illuminazione dall'alto.

## Riferimenti culturali
I simbolismi dei sonetti di Shakespeare sono densi di allusioni alla nigredo e alla «notte spettrale».
William Butler Yeats nelle sue storie alchemiche introduce il lettore alla fase della nigredo con le parole: «lottare con l'ombra, come in una notte antica».
L'opera al nero è un romanzo storico di Marguerite Yourcenar del 1968, il cui titolo rimanda all'omonima fase alchimistica della Grande Opera.

## Note

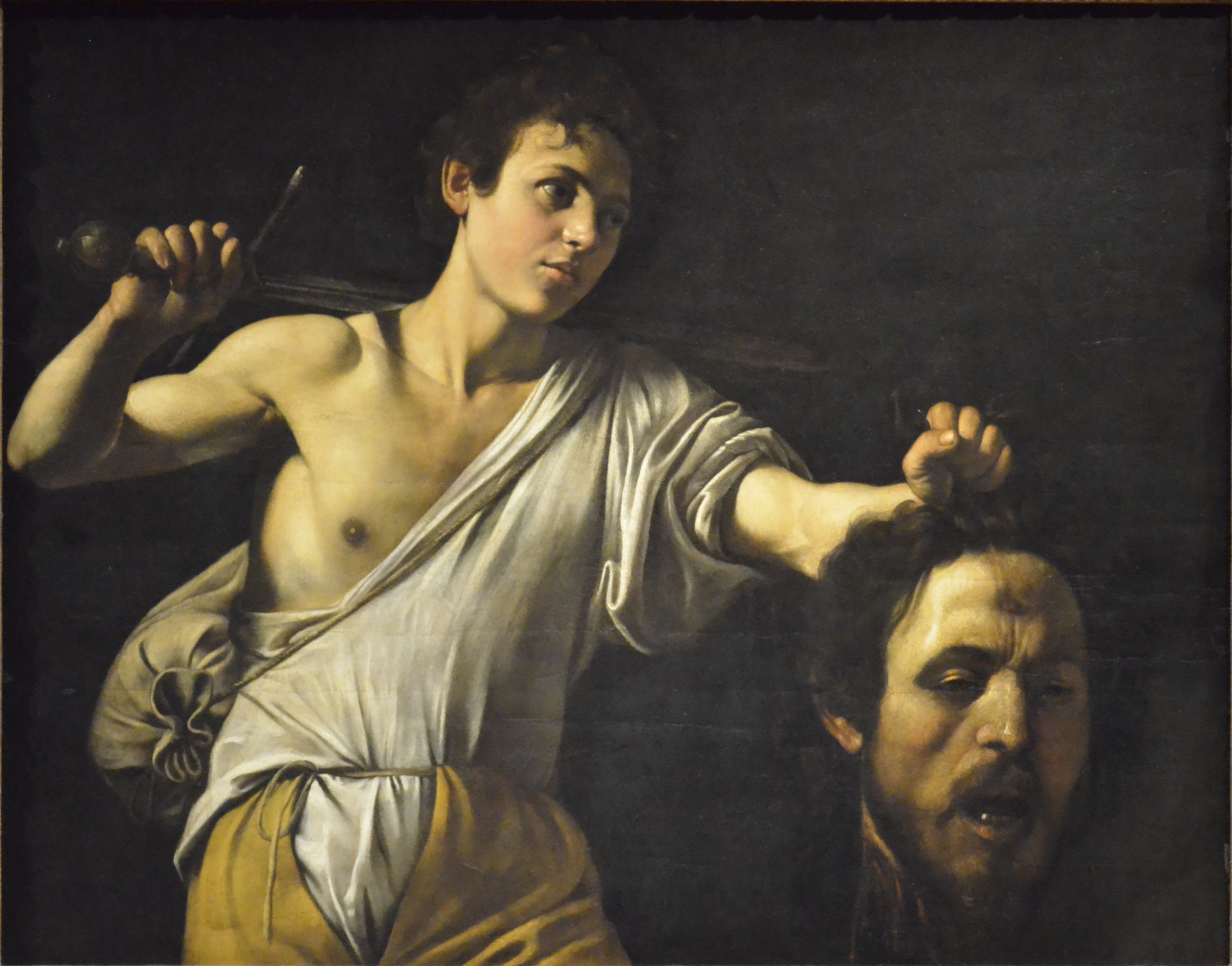
Davide e Golia di Caravaggio: la testa decapitata è un ricorrente simbolo della nigredo
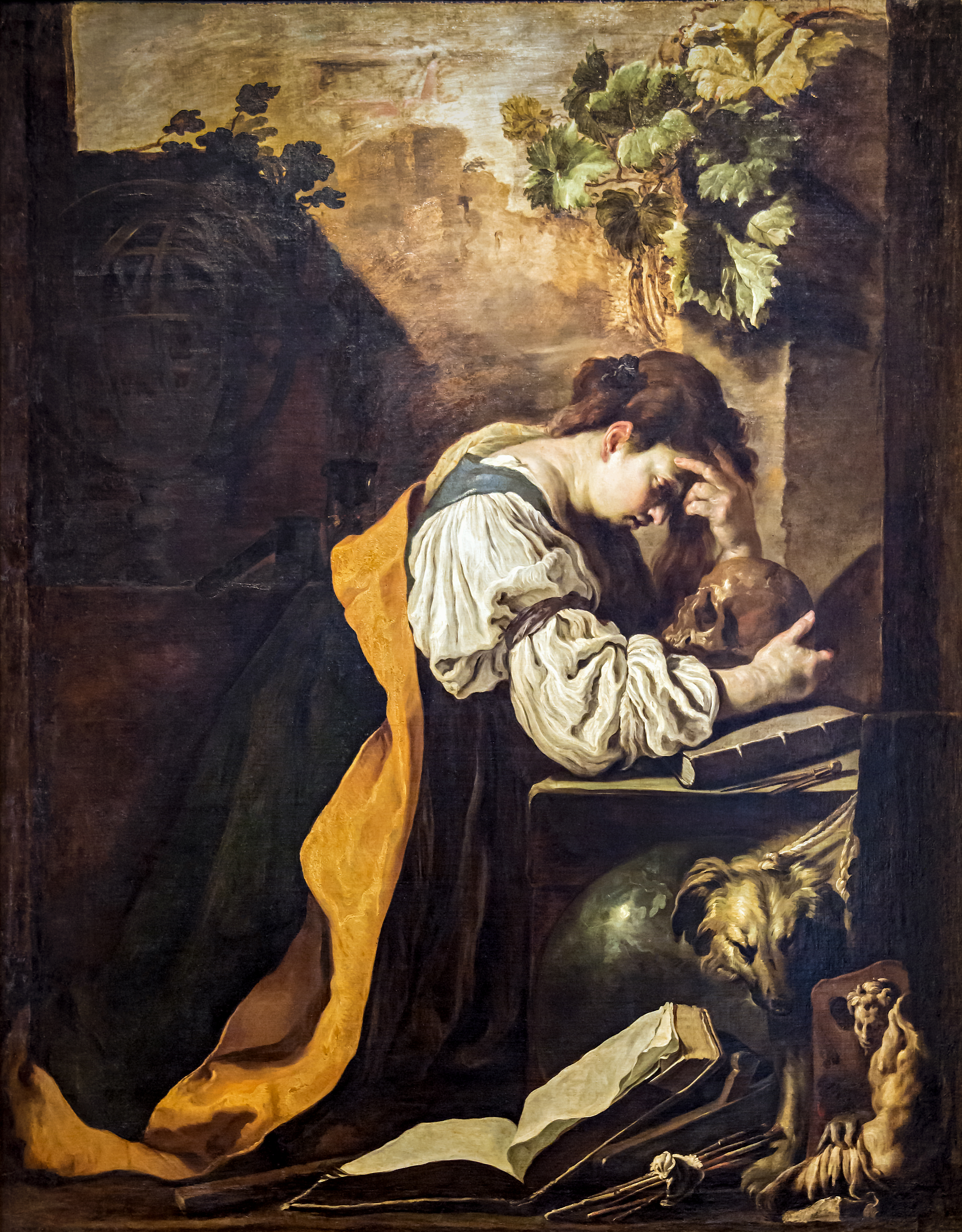
Meditazione di Domenico Fetti, ispirato all'umore malinconico attribuito dagli alchimisti alla nigredo
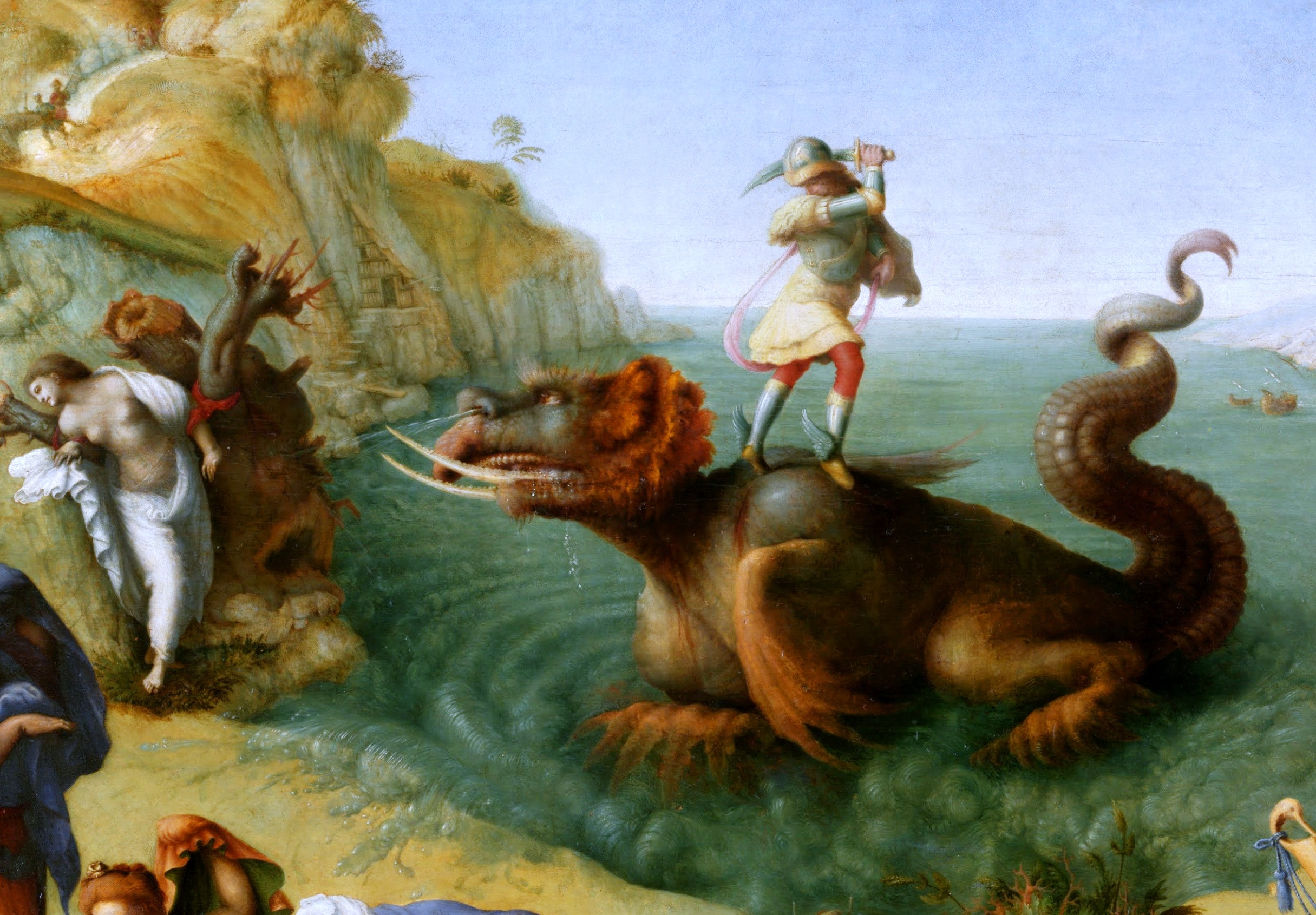
La lotta contro il drago, presente nel mito della Liberazione di Andromeda, è ricorrente nelle allegorie alchemiche
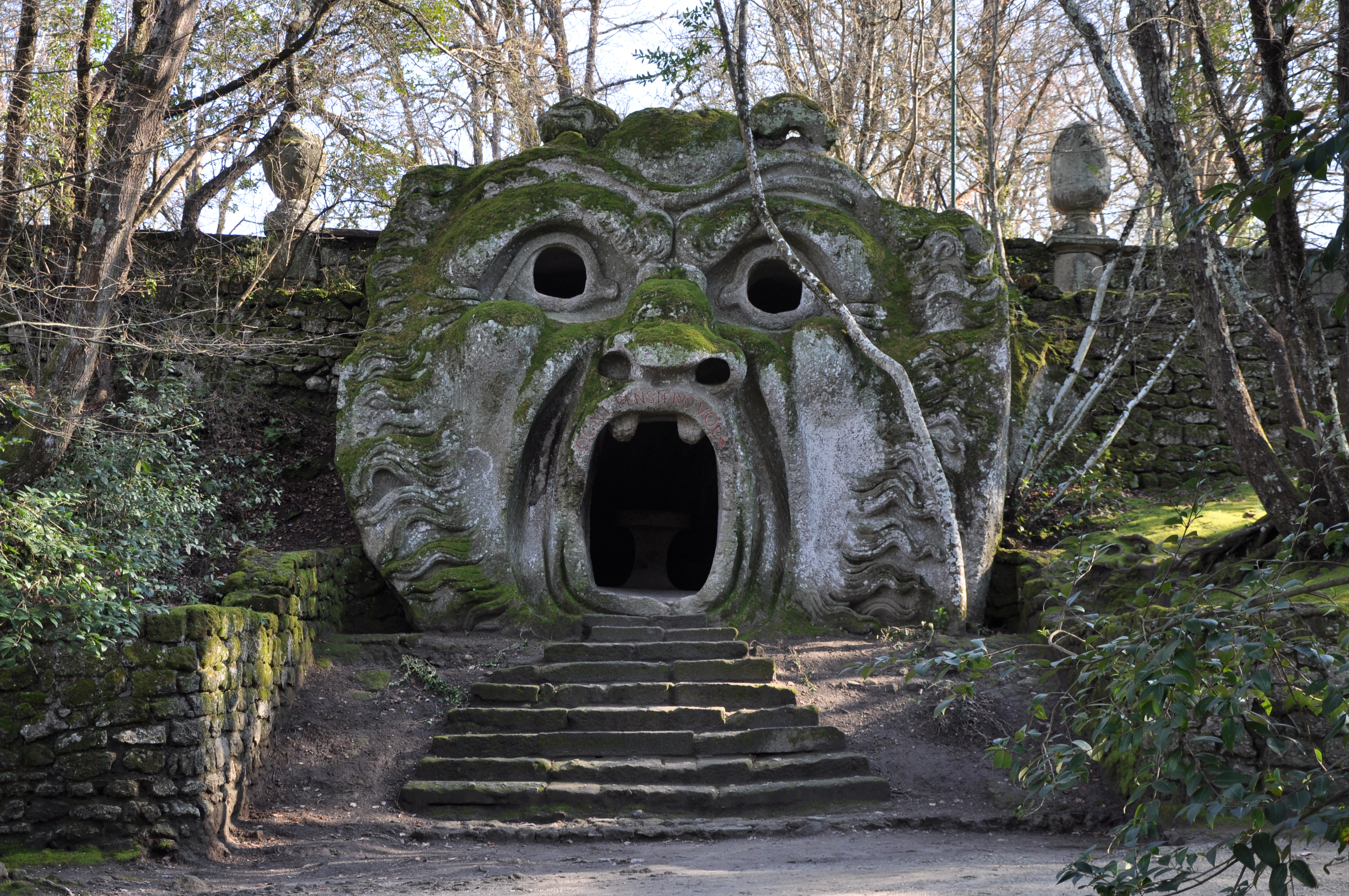
Scultura di mostro nel parco alchemico di Bomarzo: rappresenta insieme alla grotta (allegoria della fucina o della miniera) uno dei simboli della nigredo